# Seznam rybníků v okrese Plzeň-sever
Abecední seznam rybníků v okrese Plzeň-sever:
- Bažantnický rybník (Hodovický rybník) – severozápadně od Bažantnice na Osojenském potoce
- Bělidlo – severozápadně od Odlezel na Odlezelském potoce
- Bezvěrov – východně od Bezvěrov na Manětínském potoce
- Černý rybník – jihozápadně od Jedvanin na Starém potoce
- Černý rybník – severozápadně od Nového Dvoru
- Černý rybník (Porajt) – západně od Dolní Bělé
- Černý rybník – jihovýchodně od Hradu Nečtiny
- Čihanský rybník – severozápadně od Čbánu na Třemošné
- Dolíky – východně od Kralovic na Týřovském potoce
- Drahotín – východně od Zruče na Drahotínském potoce
- Flusárna – jihovýchodně od Kalce na Chrášťovickém potoce
- Haltýř – východně od Druztové na Drahotínském potoce
- Hamr – jihovýchodně od Trnové
- Hořejší rybník – jižně od Červeného Újezdu
- Hořejší rybník – jižně od Lipí na Malém potoce
- Hradecký rybník – v Hradecku na Hradeckém potoce
- Hroznatan (Horní podmokelský rybník) – severozápadně od Podmokel na Třemošné
- Chotíkovský rybník – jihovýchodně od Chotíkova na Malesickém potoce
- Jílovno – západně od Kozojed
- Kačák – jihozápadně od Velké Černé Hatě
- Krašovický rybník (u Krašovic) – východně od Krašovic na Bělé
- Ledecký rybník – jihozápadně od Ledců na Třemošné
- Leopoldovský rybník – jižně od Leopoldova na Leopoldovském potoce
- Leština – severovýchodně od Velké Černé Hatě na Chrášťovickém potoce
- Líňský rybník – jihovýchodně od Líní
- Lochousický rybník – severozápadně od Lochousic na Touškovském potoce
- Lomanský rybník – jihovýchodně od Loman na Lomanský potok
- Malý hodovizský rybník – severně od Hodovizu na Chladné
- Malý Pardouskův rybník – severně od Hrádku
- Mich – východně od Buče
- Mléčný rybník – jihovýchodně od Nového Dvoru
- Nový rybník – severně od Dolní Bělé na Vesce
- Nový rybník – západně od Pňovan
- Nový rybník – západně od Hůrek na Třemošné
- Nový rybník – jižně od Vrhavče
- Obecní rybník – západně od Úterý na potoce Luh
- Oborák – severozápadně od Sechutic na Bučeckém potoce
- Olšanský rybník – jihovýchodně od Sedlce na Kralovickém potoce
- Ovčárna – severovýchodně od Buče
- Ovčí rybník – jihovýchodně od Budče na Budečském potoce
- Ožehák (Vožehův rybník, Vožehák) – severovýchodně od Kožlan na Javornici
- Pišenický rybník – severozápadně od Hrádku
- Pivovárek – severně od Sechutic na Bučeckém potoce
- Pod Harantem – jihovýchodně od Druztové na Drahotínském potoce
- Pod Hradem – jihovýchodně od Druztové pod hradem Věžka na Drahotínském potoce
- Pod Plovárnou – jihozápadně od Úherců
- Prostřední rybník – jižně od Nového Dvoru
- Přehýšovský rybník – severně od Přehýšova na Vejprnickém potoce
- Pustý rybník – východně od Vysoké Libyně
- Robotný rybník – východně od Kalce na Odlezelském potoce
- Salaš – východně od Kralovic na Týřovském potoce
- Sedlecký rybník – východně od Sedlce na Sedleckém potoce
- Sklárna – jihozápadně od Tisu u Blatna
- Skřivanov – východně od Druztové na přítoku Drahotínského potoka
- Spodní rybník – jižně od Lipí na Malém potoce
- Starý rybník – severozápadně od Hodovizu
- Starý rybník – severozápadně od Lochousic na Touškovském potoce
- Strženka – severně od Plzně na Boleveckém potoce
- Týnecký rybník – severozápadně od Mariánského Týnce na Kralovickém potoce
- U Černého rybníka – západně od Pňovan na bezejmenném přítoku Mže
- U Hráze (Chobot) – východně od Vysoké Libyně na Hradeckém potoce
- U Lomu – jižně od Pňovan na Hracholuském potoce
- Údolní rybník – severně od Číhané na Labutím potoce
- V Luhu – jihovýchodně od Kaznějova na bezejmenném přítoku Kaznějovského potoka
- Vackava – západně od Pňovan
- Velečínský rybník – severně od Velečína na Podvineckém potoce
- Velký hodovizský rybník – severně od Hodovizu na Chladné
- Velký Pardouskův rybník – severně od Hrádku na Hrádeckém potoce
- Velký rybník – severozápadně od Nového Dvoru
- Vísecký rybník – jihovýchodně od Nové Vísky na Lomeném potoce
- Voleský rybník – severozápadně od Mariánského Týnce
- Zámecký rybník – v Dolní Bělé na Bělé
- Zámecký rybník – v Hradu Nečtiny na Plachtínském potoce
- Zámecký rybník – v Podmoklech na Třemošné
- Zlatý rybník – jihozápadně od Zahrádky na Zlatém potoce
- Žabí rybník – jihozápadně od Velké Černé Hatě na Třemošné